# つるぎ町立八千代小学校

つるぎ町立八千代小学校（つるぎちょうりつ やちよしょうがっこう）は、徳島県美馬郡つるぎ町半田字下喜来にある公立小学校。
児童数の減少などの理由で2016年3月31日をもって休校し、同年4月1日につるぎ町立半田小学校に統合した。

## 基礎データ
全校生徒数
- 4人（2012年度（平成24年度）当時）
- 2人（2014年度（平成26年度）当時）[1]
- 250人（1959年度（昭和34年度）当時）[1]

全卒業生数　
- 2322人[1]

最寄駅
- JR徳島線阿波半田駅

## 沿革
- 1876年（明治9年）4月 - 下喜来小学校を創立。
- 2005年（平成17年）3月1日 - 町村合併により、一宇村・半田町・貞光町と合併し、つるぎ町となり、つるぎ町立八千代小学校と改称。
- 2015年（平成27年）3月9日 - 2015年度末（平成27年度末）限りで、休校する事が、決定する。[1]
- 2016年（平成28年）
  - 3月19日 - 休校式典挙行。[2]
  - 3月31日 - 休校。
  - 4月1日 - つるぎ町立半田小学校に統合。

## 校訓
- 誠 なかよく つよく あかるく

## 校歌
- （昭和43年1月制定）
- 作詞: 米澤恵一
- 作曲: 米澤怜子

## 関連学校
- つるぎ町立半田小学校
- つるぎ町立半田中学校